# XX Krajowy Festiwal Piosenki Polskiej w Opolu
XX Krajowy Festiwal Piosenki Polskiej w Opolu – 20. edycja festiwalu muzycznego, która odbyła się w dniach 30 czerwca – 3 lipca 1983 roku Amfiteatrze Tysiąclecia w Opolu.
21 marca 1983 roku zmarł „Papa” Karol Musioł, były burmistrz miasta Opole, jeden z twórców opolskiego festiwalu. Jego imieniem nazwano jedną z nagród, która stała się nagrodą główną przyznawaną w konkursie Premiery.

## Dwadzieścia lat minęło
Koncert odbył się 30 czerwca 1983 roku.
Utwór zespołu Grupa Pod Budą pt. O la ri ja w oryginale z jesieni 1980 roku zawierał w drugiej zwrotce sentencję „wrona zwisa głową w dół”. Po raz pierwszy od tamtego czasu tę piosenkę odtworzono, ale nazwę ptaka zamieniono na „słowik”.

## Rock w Opolu –  Muzyka w serca wstąpi nam
Koncert rockowy w reżyserii Waltera Chełstowskiego.
- Lombard
- Perfect
- Rezerwat
- Republika
- Ireneusz Dudek
- Ryszard Riedel
- Jan „Kyks” Skrzek
- Śmierć Kliniczna
- Brak
- Lady Pank

## Premiery
- Wanda Heering – To nie tak miało być
- Stanisław Wenglorz – Licho nie śpi
- Iwona Niedzielska – Przepis na życie
- Exodus – Chiński numer
- Grażyna Auguścik – Ballada zza lustra
- Babsztyl – To Lola
- Jerzy Krzemiński – Są chwile, gdy...
- Anna Ścigalska – Da di da
- Familia – Dzień jak ze snu
- Gayga i ProRock – Jestem nieporozumienie
- Stefan Lipiec – Fijałkowska
- Bank – Chciałeś być Lady Pank
- Music Market – Nice to see you jazz
- Krystyna Giżowska – Nie było ciebie tyle lat
- Mezzoforte – Pozostało takie miejsce
- Lidia Stanisławska – Podróże
- Gang Marcela – Lubię mieć luz
- Andrzej Rybiński – Nie liczę godzin i lat
- Country Family – Ballada dla kierowców
- Anna Chodakowska – Ballada dla robotnika rannej zmiany
- Grażyna Łobaszewska – Nie mamy nic do stracenia
- Jacek Skubikowski – Jedyny hotel w mieście
- Zuzu – Bal w schronisku
- Lombard – Szklana pogoda

Po premierach odbył się recital zespołu 2 plus 1, którzy zaprezentowali publiczności utwory: XXI wiek, Boogie o 7 zbójach, Obłędu chcę, Hallo, Panie Freud, Iść w stronę słońca, Nic nie boli,  Requiem dla samej siebie i ponownie Iść w stronę słońca (na bis).
2 lipca 1983 roku odbył się recital zespołu Bajm. 

## Mikrofon i Ekran
Koncert finałowy odbył się 3 lipca 1983 roku.
1. Krystyna Giżowska – Nie było ciebie tyle lat
2. Zuzu – A w schronisku bal
3. Poziom 600 – To czarny rynek
4. Universe – Mr. Lennon
5. Jan Jakub Należyty – Zawód clown
6. Andrzej Rybiński – Nie liczę godzin i lat
7. Lombard – Szklana pogoda
8. Jacek Skubikowski – Jedyny hotel w mieście
9. Kaczki z Nowej Paczki
  - Piosenka wariata (my chcemy siku jeszcze)
  - Przysłowie niedźwiedzie (Bolek i Lolek)
10. Bajm
  - Nie ma wody na pustyni
  - OK, OK, nic nie wiem, nic nie wiem
  - Józek! Nie daruję ci tej nocy
11. Tadeusz Drozda
  - Co pani ma pod ladą
  - Tamte oczy

## Laureaci
Nagrody w konkursie Premiery
Jury pod przewodnictwem Marii Koterbskiej, nie przyznało pierwszej nagrody
II Nagroda ex aequo:
- Nie liczę godzin i lat (muz. Andrzej Rybiński, sł. Marek Dagnan) – wykonanie: Andrzej Rybiński
- Szklana pogoda (muz. Grzegorz Stróżniak, sł. Marek Dutkiewicz) – wykonanie: Lombard

III Nagroda: Jedyny hotel w mieście (muz. i sł. Jacek Skubikowski) – wykonanie: Jacek Skubikowski
Nagrody w konkursie Promocje
1. Jan Jakub Należyty – Zawód clown – główna nagroda im. Karola Musioła
2. Universe – Mr. Lennon
3. Poziom 600 – Czarny rynek

Nagrody specjalne
- Nagroda ZG ZSMP: Małgorzata Sury – List do poety
- Nagroda dziennikarzy: Jonasz Kofta
- Miss Obiektywu: Gayga[1]